# Giovanni Filippi
Giovanni Filippi (Darfo Boario Terme, 13 maggio 1998) è un mezzofondista italiano.

## Biografia
Il 2 ottobre 2023 all'esordio in nazionale ha stabilito il record italiano del miglio su strada, con il tempo di 3'57"41.

## Record nazionali
Seniores
- Miglio su strada: 3'57"41 ( Riga, 1º ottobre 2023)

## Palmarès
| Anno | Manifestazione           | Sede | Evento | Risultato | Prestazione | Note             |
| ---- | ------------------------ | ---- | ------ | --------- | ----------- | ---------------- |
| 2023 | Mondiali corsa su strada | Riga | Miglio | 7º        | 3'57"41     | Record nazionale |

## Campionati nazionali
2014
- 8º ai campionati italiani allievi, 800 m piani - 2'02"97

2015
- 9º ai campionati italiani allievi, 800 m piani - 1'56"80
- 4º ai campionati italiani allievi indoor, 1000 m piani - 2'34"96

2016
- 22º ai campionati italiani juniores, 800 m piani - 1'56"93

2017
- 8º ai campionati italiani juniores, 1500 m piani - 3'57"32
- 14º ai campionati italiani juniores, 800 m piani - 1'56"87

2018
- Eliminato in batteria ai campionati italiani assoluti, 800 m piani - 1'52"47
- Bronzo ai campionati italiani promesse, 1500 m piani - 3'55"30
- Eliminato in batteria ai campionati italiani promesse, 800 m piani - 1'53"13

2019
- 5º ai campionati italiani assoluti, 800 m piani - 1'49"09
- 5º ai campionati italiani promesse, 800 m piani - 1'51"03

2020
- Bronzo ai campionati italiani assoluti, 1500 m piani - 3'50"11
- 5º ai campionati italiani promesse, 800 m piani - 1'50"59

2021
- 4º ai campionati italiani assoluti, 800 m piani - 1'47"13
- 5º ai campionati italiani assoluti indoor, 1500 m piani - 3'43"65
- 5º ai campionati italiani assoluti indoor, 800 m piani - 1'49"61

2022
- 5º ai campionati italiani assoluti, 800 m piani - 1'49"77
- 6º ai campionati italiani assoluti indoor, 1500 m piani - 3'46"95
- 8º ai campionati italiani assoluti indoor, 800 m piani - 1'51"36
- 4º ai campionati italiani assoluti indoor, staffetta 4x2 giri - 3'18"77

2023
- 6º ai campionati italiani assoluti, 1500 m piani - 3'51"57
- 6º ai campionati italiani assoluti, staffetta 4x400 m - 3'14"65
- 5º ai campionati italiani assoluti indoor, 1500 m piani - 3'50"90

2024
- 5º ai campionati italiani assoluti, 1500 m piani - 3'43"62

2025
- 7º ai campionati italiani assoluti, 1500 m piani - 3'45"67

## Altre competizioni internazionali
2024
- 16º al Meeting Nikaia ( Nizza), 1500 m piani - 3'40"65

2025
- Argento al Rimi Riga Marathon DPD Mile ( Riga), miglio su strada - 4'09"97